# 열원
열역학에서 열원(熱源, reservoir)은 온도가 일정하게 유지되는 근원으로 간주된다. 열원의 온도는 외부에서 열이 들어오거나 외부에서 빼앗아 가는 것과 상관없이 일정하게 유지된다.

## 같이 보기
- 히트 싱크